# Neve Campbell
Neve Adrianne Campbell (pronunciado /ˈnɛv ˈkæmbəl/; Guelph, 3 de octubre de 1973) es una actriz canadiense. Campbell es reconocida por su trabajo en los géneros de drama y terror, y una reina del grito.
Después de una serie de apariciones menores, Campbell interpretó un papel protagónico en la serie dramática canadiense Catwalk (1992-1994) y la película para televisión The Canterville Ghost (1996), esta última le valió un premio Family Film Awards a la mejor actriz. Posteriormente se mudó a los Estados Unidos para interpretar el papel de Julia Salinger en la serie dramática para adolescentes de Fox Party of Five (1994-2000), que fue su papel decisivo, lo que le valió el reconocimiento como ídolo adolescente y una nominación al premio Teen Choice Awards a la mejor actriz de televisión. Mientras estaba en el programa, protagonizó su primer largometraje estadounidense, encabezando el éxito de taquilla sobrenatural The Craft (1996).
Campbell saltó a la fama internacional por interpretar a Sidney Prescott en la película slasher Scream (1996) de Wes Craven, que surgió como un éxito comercial y de crítica, convirtiéndose en la película slasher más taquillera durante más de 20 años, y obtuvo seguidores de culto. El éxito de la película generó la franquicia Scream, para la cual repitió el papel en las entregas segunda (1997), tercera (2000), cuarta (2011) y quinta (2022) de la serie, interpretando el papel durante 26 años. Aunque la recepción de la crítica ha variado con cada película, Campbell ha ganado constantemente elogios por su trabajo y es una de las heroínas más taquilleras y aclamadas del género de todos los tiempos. Scream le ha valido varios elogios, incluidos dos premios Blockbuster Entertainment a la mejor actriz, un premio Fangoria Chainsaw a la mejor actriz, un premio Saturn a la mejor actriz y un premio MTV Movie Awards a la mejor interpretación femenina, todos los cuales fueron otorgados colectivamente por las dos primeras entregas.
Campbell ha logrado el éxito en películas como el thriller neo-noir Wild Things (1998), Studio 54 (1998) y las películas policíacas Drowning Mona y Panic (ambas de 2000), todas las cuales fueron aclamadas. Continuó este éxito con papeles en las películas dramáticas Last Call (2002), The Company (2003) y When Will I Be Loved (2004), las comedias Churchill: The Hollywood Years (2004) y Relative Strangers (2006) y el drama romántico Closing the Ring (2007); Last Call le valió el premio Prism a la mejor interpretación en una miniserie o película para televisión. Regresó a la televisión después de Closing the Ring, interpretando a Olivia Maidstone en la serie dramática de acción de NBC The Philanthropist (2009), LeAnn Harvey en la serie de suspenso político de Netflix House of Cards (2016-2017) y Margaret McPherson en el drama criminal de Netflix The Lincoln Lawyer (2022-presente). Apareció en la miniserie Titanic: Blood and Steel (2012) y continúa trabajando en el cine, protagonizando la comedia dramática Walter (2015), la película de acción Skyscraper (2018), el drama canadiense Castle in the Ground (2019) y el drama musical Clouds (2020).

## Primeros años
Neve Adrianne Campbell nació el 3 de octubre de 1973 en Guelph, Ontario, donde se crio. Su madre holandesa, Marnie (de soltera Neve), es instructora de yoga y psicóloga de Ámsterdam. Desciende de judíos sefardíes que emigraron a los Países Bajos y se convirtieron al catolicismo. Su padre escocés, Gerry Campbell, emigró a Canadá desde su Glasgow natal, y enseñó clases de teatro en la escuela secundaria en Mississauga, Ontario. Los abuelos maternos de Campbell dirigían una compañía de teatro en los Países Bajos y sus abuelos paternos también eran artistas. Campbell tiene un hermano mayor, Christian Campbell, y dos medio hermanos menores, Alex Campbell y Damian Campbell. Sus padres se divorciaron cuando ella tenía dos años.
A los seis años, vio una representación de The Nutcracker y decidió que quería estudiar ballet, inscribiéndose en la Escuela de Danza de Erinvale. Más tarde se mudó a la Escuela Nacional de Ballet de Canadá, entrenando allí y apareciendo en representaciones de The Nutcracker y Sleeping Beauty. Después de acumular numerosas lesiones relacionadas con la danza, Campbell comenzó a actuar a la edad de 15 años, actuando en The Phantom of the Opera en el Teatro Canon en Toronto mientras asistía al Instituto Vocacional Colegiado John F. Ross en Guelph, donde se formó en actuar y trabajar en teatro.
Los primeros trabajos de Campbell incluyeron un comercial navideño de los grandes almacenes Eaton de la década de 1980 y un comercial de Coca-Cola de 1991; promovió el patrocinio de este último en la gira Waking Up the Nation Tour de Bryan Adams (1991-1992).

## Carrera

### Década de 1990

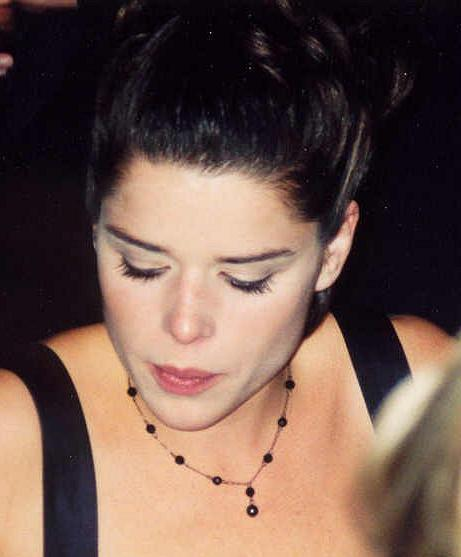
Campbell en los Premios Emmy en 1997.

Campbell hizo un cameo no acreditado en la serie My Secret Identity en 1991. Al año siguiente, interpretó el papel secundario de Laura Capelli en un episodio de The Kids in the Hall, y consiguió su primer papel protagónico como Daisy en la serie dramática canadiense Catwalk. Posteriormente hizo varias apariciones como invitada en varios programas de televisión canadienses, como Are You Afraid of the Dark? y Kung Fu: The Legend Continues, ambos ocurridos en 1994.
Con el deseo de actuar en Hollywood, Campbell fue a Los Ángeles para encontrar un gerente de talentos que la representara y terminó yendo a varias audiciones mientras lo hacía. Una de estas audiciones fue para Party of Five, que le dio el papel de la adolescente huérfana Julia Salinger, después de lo cual Campbell se mudó permanentemente a los Estados Unidos para interpretar el papel. Party of Five se estrenó en 1994 y recibió elogios de la crítica, ganando el Globo de Oro al mejor drama en 1996. La actuación de Campbell en la serie fue elogiada tanto por la crítica como por el público, descrita como «la adolescente más creíble de la televisión»; la serie se acredita como su papel decisivo.
Después de aparecer en Party of Five durante seis temporadas, Campbell no renovó su contrato para una séptima temporada con el fin de dedicarse al trabajo cinematográfico, lo que provocó el final de la serie en 2000. Su primera película ampliamente estrenada fue The Craft (1996), que protagonizó junto a Robin Tunney, Fairuza Balk y Rachel True. La película fue un éxito sorpresa, ganando $55 millones contra un presupuesto de $15 millones. Su trabajo en The Craft fue notado por el director Wes Craven, quien específicamente le pidió que hiciera una audición para el papel de Sidney Prescott en Scream de 1996, creyendo que la actriz podía ser «inocente», pero también manejarse sola una vez que surgían conflictos emocionales y psíquicos. Scream se estrenó con un gran éxito comercial y crítico, ganando más de $173 millones en la taquilla mundial, lo que la convirtió en la película slasher más taquillera hasta el lanzamiento de Halloween (2018). Su actuación recibió importantes elogios de la crítica. La revista Variety describió a Campbell como «carismática», y Los Angeles Times calificó tanto a su actuación como al personaje de «icónico». Por su actuación, ganó el Premio Fangoria Chainsaw a la mejor actriz y Premios Saturn a la mejor actriz.
En 1997, Campbell repitió el papel de Sidney en Scream 2, que recaudó más de 170 millones de dólares y, al igual que la primera entrega, fue aclamada por la crítica. Ella ganó el MTV Movie Awards a la mejor interpretación femenina. Patrick Mullen de Medium declaró que «Siempre he apreciado tanto a Neve Campbell como protagonista. Interpreta el papel de manera tan directa mientras todos los demás guiñan el ojo a la cámara. Puede parecer que no funcionaría, pero en realidad funciona. Sidney Prescott es una heroína más convincente de lo que suele ser en una película de terror». Ganó el MTV Movie Awards a la mejor interpretación femenina por su trabajo en Scream 2. Campbell siguió esto con las películas de 1998, Studio 54 y prestó su voz a Kiara en la película musical animada de Disney The Lion King II: Simba's Pride.
Campbell participó en la película de suspense erótico Wild Things (1998) junto a Kevin Bacon, Matt Dillon y Denise Richards. Glamour elogió al personaje de Campbell describiéndolo como uno de «los personajes más completos, fascinantes y emocionantes que jamás hayan aparecido en la pantalla». En 2022, una reseña retrospectiva de la película de The New York Times escrita por Abbey Bender apodó al personaje como una «femme fatale» y llamó a la actuación de Campbell una «actuación calculada de feminidad segura de sí misma que inspira miedo, excitación y asombro por igual medida».

### Década de 2000

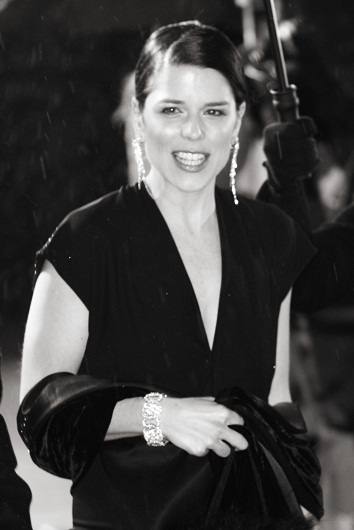
Campbell en los Premios BAFTA en 2006.

Campbell pasó a aparecer en varias películas que recibieron un estreno teatral limitado, pero fueron bien criticadas por los críticos, incluida la película Panic, en la que protagonizó con William H. Macy y Donald Sutherland. Campbell interpretó nuevamente a Sidney Prescott en Scream 3 (2000), que recaudó más de $160 millones pero marcó un final temporal para la franquicia luego de críticas mixtas. En su reseña de Scream 3, Roger Ebert escribió: «La cámara la ama. Podría convertirse en una gran estrella y luego reírse de los clips de esta película en su tributo a AFI». En retrospectiva, los paralelismos entre Scream 3, los temas de abuso y los casos de abuso sexual de Harvey Weinstein salieron a la luz. En 2002, protagonizó Last Call con Sissy Spacek y Jeremy Irons, por la que ganó un premio Prism Awards a la actuación en película para televisión o miniserie.
Campbell coescribió, produjo y protagonizó la película de 2003 The Company, sobre el Joffrey Ballet de Chicago, y la película independiente When Will I Be Loved (2004), que fue elogiada por la crítica, pero recibió solo un estreno teatral breve y limitado. En marzo de 2006, Campbell hizo su debut teatral en el West End, en una versión de Resurrection Blues de Arthur Miller en el teatro Old Vic. Matthew Modine y Maximilian Schell también aparecieron en la obra, que recibió críticas mixtas. Resurrection Blues fue dirigida por Robert Altman, con quien Campbell había trabajado anteriormente en The Company.
Más tarde, en 2006, Campbell actuó nuevamente en el West End en Love Song, junto a Cillian Murphy, Michael McKean y Kristen Johnston, con críticas mixtas. La segunda mitad de la década de 2000 vio trabajo esporádico de Campbell, debido a una pausa; más notablemente, el 24 de junio de 2009, tuvo un papel protagónico en la serie de corta duración The Philanthropist de NBC. Más tarde explicó la pausa diciendo que «llegó a un nivel, también, en el que el tipo de cosas que me ofrecían no eran las cosas que quería hacer. Me ofrecían constantemente películas de terror, porque era conocida». Para películas de terror o malas comedias románticas». Sobre la progresión general de su carrera, ha declarado que «Creo que pasé de ser una niña/ingenua a una mujer, lo cual fue genial para mí».

### Década de 2010
En 2011, Campbell protagonizó The Glass Man, que recibió un lanzamiento limitado. También en 2011, 11 años después de la entrega anterior, Campbell regresó a la franquicia Scream con Scream 4 (2011), que recibió críticas positivas y ganó más de $97 millones. Por su actuación, fue nominada a mejor actriz en los Premios Scream en 2011. Sobre retomar el papel de Sidney Prescott en trabajos futuros, Campbell afirmó que «tendría que ser algo realmente especial y realmente diferente. Tendrían que ser muy convincentes sobre a quién decidieron contratar como director, y todavía me gustaría tengo que hacer un poco de examen de conciencia sobre eso».
Campbell luego protagonizó la película dramática Singularity, que se estrenó en el Festival Internacional de Cine de Cannes en mayo de 2012. También apareció en la miniserie de 2012 Titanic: Blood and Steel, y protagonizó la película de crimen de Lifetime de 2013 An Amish Murder. Campbell fue estrella invitada en varias series de televisión, incluido el drama sobrenatural de NBC Medium, la comedia de situación animada de Fox Los Simpson, el drama médico de ABC Grey's Anatomy, el drama de época de AMC Mad Men y la comedia de situación de NBC Welcome to Sweden. En 2015, actuó como invitada en la serie dramática de época de WGN, Manhattan.
El 30 de junio de 2015, se anunció que Campbell interpretaría a la consultora política residente en Texas LeAnn Harvey en el drama televisivo de Netflix House of Cards, comenzando en la cuarta temporada. Sobre el papel de Harvey, la actriz dijo en una entrevista con Business Insider que «sabía que lo que quería era un programa de cable con un buen elenco y una buena escritura, y que fuera respetado y un conjunto». Donde no lo llevo, y luego apareció esto. Y entonces no podría haber pedido nada mejor». Campbell fue particularmente elogiada por la revista GQ por su actuación, quien la calificó como «lo mejor» de la temporada y escribió que «era exactamente la competidora que necesitaban los antihéroes del programa». En 2016, Campbell fue honrada con el Premio Nacional a la Excelencia por la Asociación de Artistas de Radio y Televisión Canadienses (ACTRA).
El 22 de junio de 2017, se informó que Campbell protagonizaría la película de acción Skyscraper de Rawson Marshall Thurber. Interpretó a Sarah Sawyer, la esposa de Will (Dwayne Johnson). La película se estrenó el 13 de julio del año siguiente con éxito de taquilla, recaudando más de $304 millones en todo el mundo; a pesar de esto, la película obtuvo críticas mixtas. Campbell coprotagonizó como Valerie Gannon en la película dramática independiente Hot Air de 2018. En 2019, Campbell interpretó a Rebecca Fine, una madre soltera que lucha contra una enfermedad grave, en la película dramática canadiense Castle in the Ground. La película tuvo su estreno mundial en el Festival Internacional de Cine de Toronto de 2019 y recibió críticas generalmente positivas.

### Década de 2020
En 2019 se anunció que Campbell interpretaría a la autora Laura Sobiech en la película dramática musical biográfica Clouds, que se basa en la historia real de Zach Sobiech. Ella detalló su experiencia al interpretar el papel, diciendo que «tenía algunas cosas que arrojar todas las noches, había días de llanto intenso y simplemente estaba agotada». Fue lanzado en 2020 con críticas positivas en Disney+. La revista Variety describió la actuación de Campbell como «bien interpretada dentro de límites estrechos». IndieWire declaró que hace «un buen trabajo al equilibrar un dolor inimaginable con momentos de alegría muy reñidos» y que «destila el fervor religioso de Laura Sobiech en una desesperación más general».
En septiembre de 2020, se confirmó que Campbell repetiría su papel de Sidney Prescott para la quinta película de Scream, dirigida por Matt Bettinelli-Olpin y Tyler Gillett. Inicialmente estaba «inquieta» durante la producción debido al fallecimiento de Wes Craven, sin embargo, se convenció de unirse una vez que «los nuevos directores vinieron a mí con esta hermosa carta diciendo que se han convertido en directores y que aman el cine por estas películas, y por Wes, y realmente quieren ser fieles a su historia y su viaje con estas películas, así que me alegró mucho escuchar eso». La película se estrenó el 14 de enero de 2022, y ganó elogios generalizados. También fue un gran éxito comercial, recaudando más de $137 millones contra un presupuesto de $24 millones, lo que la convierte en la sexta película más taquillera de 2022. Campbell fue alabada por su actuación una vez más, y fue especialmente elogiada por su interpretación «fresca» del papel de Prescott. The Hollywood Reporter escribió que «[...] es un placer ver a Campbell nuevamente en buena forma como Sidney, regresando a Woodsboro para ocuparse de asuntos pendientes». La revista Elle la nombró «Reina reinante de Scream» y afirmó que «Sidney podría no tener ese impacto en las personas si no fuera por la interpretación de Campbell, llena de vulnerabilidad, inteligencia y una agradable dosis de humor».
En febrero de 2021, Campbell interpretó a la exesposa de Mickey Haller, Margaret «Maggie» McPherson, en una adaptación televisiva de The Lincoln Lawyer para Netflix; La serie se estrenó el 13 de mayo de 2022 y llegó al top 10 de Netflix ese mismo día. Fue recibido positivamente por los críticos, y Lara Solanki de Radio Times sintió que era más «tenaz y decidida, cualidades que mostró una vez más en el reinicio de Scream de este año», y dijo que darle a la actriz más tiempo frente a la pantalla «no sería un desarrollo desagradable». La serie se renovó para una segunda temporada el 14 de junio de 2022 y Campbell está lista para regresar. En febrero de 2022, Campbell firmó con The Gersh Agency y Anonymous Content. En mayo de 2022, Campbell fue elegida como Raven en un papel recurrente para la adaptación de la serie de televisión Twisted Metal de Peacock.
Se le acercó a Campbell para que repitiera el papel de Sidney Prescott en la sexta entrega planeada de la franquicia Scream, a lo que ella ha expresado sus dudas. En la convención Mad Monster Party, ella declaró que «Todavía no hay guion. Hay un borrador que llegará pronto, según me dijeron. En realidad, se suponía que llamaría a un productor ayer, porque quería hablar conmigo sobre lo que está pasando. Sabes, ya veremos. Leeré el guion y veré cómo me siento». En junio de 2022, se anunció que no regresaría a la franquicia Scream después de que las negociaciones salariales con Paramount se estancaran. Dijo: «Como mujer, he tenido que trabajar muy duro en mi carrera para establecer mi valor, especialmente cuando se trata de Scream. Sentí que la oferta que se me presentó no era equivalente al valor que le había aportado a la franquicia». IndieWire señaló que Campbell había pasado 26 años actuando en la franquicia y anunció que era «el final de una era». Campbell amplió su declaración unas semanas más tarde, diciendo que no podía soportar «caminar en el set y sentirse infravalorada» y que la oferta habría sido diferente si hubiera sido un hombre.
En agosto de 2022, se anunció que Campbell había sido elegida para el papel principal de la próxima serie de ABC, Avalon, como la detective Nicole «Nic» Searcy. Más tarde, en noviembre de 2022, se anunció que la serie se había descartado, aunque se estaba vendiendo a otras redes.
En marzo de 2024, se anunció su regresó como Sidney Prescott en la séptima entrega de la franquicia de Scream, Scream 7. En julio del mismo año, Campbell confirmó su reincorporación a la saga, comentando sentirse «muy emocionada» de volver.

## Arte e imagen
Campbell a menudo ha sido referida como un símbolo sexual y reina del grito, título que obtuvo, el primero, desde su papel principal en Party of Five en la década de 1990. Además de su trabajo en el género de terror, Campbell se estableció dos veces con éxito en el cine y la televisión convencionales, comenzando a fines de la década de 1990 y reanudando en la década de 2010 después de una pausa, centrándose en obras dramáticas que le han valido elogios iguales. El papel de Sidney Prescott interpretada por Campbell, la estableció como una de las heroínas más taquilleras y aclamadas de todos los tiempos en el género slasher. Ella y la actriz Jamie Lee Curtis han sido incluidas con frecuencia en listas que citan a las mejores actrices de terror. A pesar de su estatus en el género, afirmó que encuentra películas de terror «difíciles de ver». Campbell apareció dos veces en la lista de la revista People de las «50 personas más bellas», y la revista Bustle la describió como «uno de los rostros más reconocibles de Hollywood». También ha sido reconocida por su estilo de moda.
Campbell fue mencionada en el álbum dance-pop Dawn FM, que fue interpretado y coproducido por The Weeknd. Se hizo referencia a ella en el sencillo «Here We Go... Again» con Tyler, the Creator, con la letra «La amaba bien, hazla gritar como Neve Campbell». En una entrevista con James Corden, la actriz detalló su reacción, afirmando que «Bueno, al principio, mi publicista me dijo, y ella estaba como, 'The Weeknd', y yo estaba como, 'Espera, ¿qué fin de semana? ¿El fin de semana pasado? 'No tenía idea de lo que estaba hablando. Y luego me di cuenta: '¡Oh, el tipo que jugó en el Super Bowl! ¡Ese tipo! Su compañero canadiense. Qué genial».
Campbell ha abogado contra la pobreza y el hambre en el mundo. En el 2020, ella y varias otras coprotagonistas de Scream organizaron un evento benéfico para recaudar fondos para la Fundación Nacional contra el Cáncer de Mama. En julio de 2022, apareció en un anuncio de la Cruz Roja Estadounidense, donde interpretó a Sidney Prescott.

## Vida personal

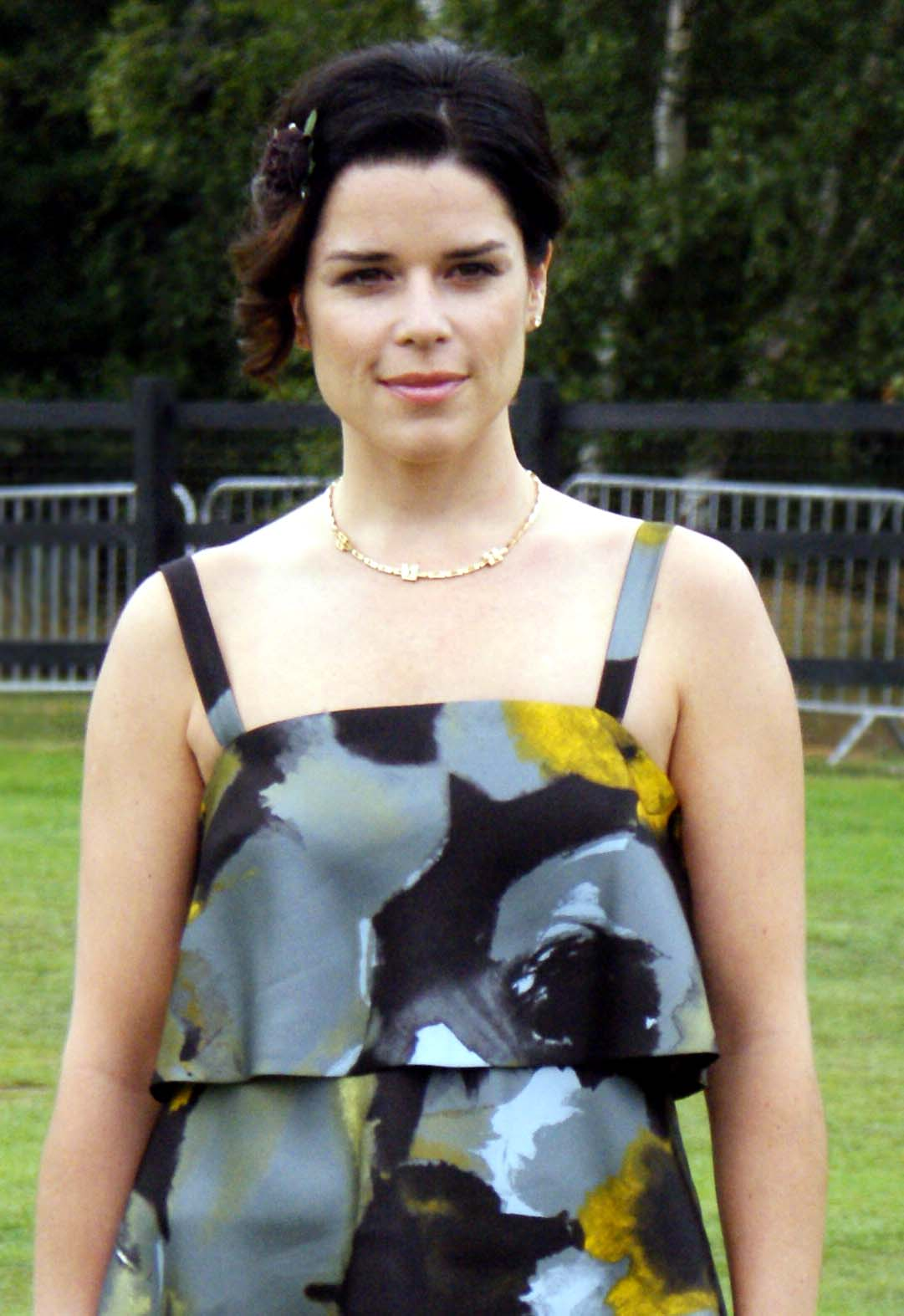
Campbell en 2009.

Campbell ha declarado: «Soy una católica practicante, pero mi linaje es judío, así que si alguien me pregunta si soy judía, digo que sí».
Campbell se casó con Jeff Colt el 3 de abril de 1995 y se divorciaron en mayo de 1998. En 2005, Campbell comenzó a salir con John Light, a quien conoció mientras filmaba Investigating Sex. Se comprometieron en diciembre de 2005 y se casaron en Malibú, California, el 5 de mayo de 2007. La pareja vivió junta en Islington, Londres durante cinco años, hasta que Campbell solicitó el divorcio el 30 de junio de 2010 en Los Ángeles.
En marzo de 2012, Campbell y su pareja, el actor JJ Feild, confirmaron que esperaban a su primer hijo juntos. Su primer hijo, Caspian, nació en agosto de 2012. El 29 de junio de 2018, Campbell anunció en Instagram la adopción de su segundo hijo, Raynor.
En 2021, Campbell reveló durante una entrevista en The Kelly Clarkson Show que sobrevivió al ataque de un oso a la edad de 17 años, un incidente que ocurrió mientras filmaba un proyecto sin nombre. Al describir el ataque, dijo: «Metí la mano en miel y corro hacia esta roca, me doy la vuelta y estiro la mano y el oso no disminuye la velocidad y no viene por mi mano, me agarra por el y él me jala a través del bosque. Mi madre estaba visitando el set y estaba gritando. Todo el equipo está congelado porque nadie puede creer lo que está pasando. Todo lo que puedo pensar en decir es, 'Me está mordiendo', como si no fuera obvio». Ni ella ni el resto del personal presente sufrieron lesiones que amenazaran su vida.

## Filmografía

### Cine
| Año  | Título                          | Rol                   | Notas                            |
| ---- | ------------------------------- | --------------------- | -------------------------------- |
| 1993 | The Dark                        | Oficial Jesse Donovan |                                  |
| 1994 | Paint Cans                      | Tristesse             |                                  |
| 1994 | The Passion of John Ruskin      | Effie Gray            | Cortometraje                     |
| 1996 | Love Child                      | Deidre                |                                  |
| 1996 | The Craft                       | Bonnie                |                                  |
| 1996 | Scream                          | Sidney Prescott       |                                  |
| 1997 | Scream 2                        | Sidney Prescott       |                                  |
| 1998 | Wild Things                     | Suzie Marie Toller    |                                  |
| 1998 | 54                              | Julie Black           |                                  |
| 1998 | Hairshirt                       | Renée Weber           |                                  |
| 1998 | The Lion King II: Simba's Pride | Kiara                 | Voz                              |
| 1999 | Three to Tango                  | Amy Post              |                                  |
| 2000 | Drowning Mona                   | Ellen Rash            |                                  |
| 2000 | Panic                           | Sarah Cassidy         |                                  |
| 2000 | Scream 3                        | Sidney Prescott       |                                  |
| 2002 | Investigating Sex               | Alice                 |                                  |
| 2003 | Lost Junction                   | Missy Lofton          |                                  |
| 2003 | The Company                     | Loretta «Ry» Ryan     |                                  |
| 2003 | Blind Horizon                   | Chloe Richards        |                                  |
| 2004 | When Will I Be Loved            | Vera Barrie           |                                  |
| 2004 | Churchill: The Hollywood Years  | Princesa Elizabeth    |                                  |
| 2006 | Relative Strangers              | Ellen Minola          |                                  |
| 2007 | Partition                       | Margaret Stilwell     |                                  |
| 2007 | I Really Hate My Job            | Abi                   |                                  |
| 2007 | Closing the Ring                | Marie                 |                                  |
| 2008 | Agent Crush                     | Cassie                | Voz                              |
| 2011 | Scream 4                        | Sidney Prescott       |                                  |
| 2011 | The Glass Man                   | Julie Pyrite          |                                  |
| 2015 | Walter                          | Allie                 |                                  |
| 2018 | Skyscraper                      | Sarah Sawyer          |                                  |
| 2018 | Hot Air                         | Valerie Gannon        |                                  |
| 2019 | Castle in the Ground            | Rebecca Fine          |                                  |
| 2020 | Clouds                          | Laura Sobiech         |                                  |
| 2022 | Scream                          | Sidney Prescott       |                                  |
| 2023 | Swan Song                       | —                     | Documental, productora ejecutiva |
| TBA  | Scream 7                        | Sidney Prescott       |                                  |

### Televisión
| Año           | Título                        | Rol                         | Notas                                  |
| ------------- | ----------------------------- | --------------------------- | -------------------------------------- |
| 1991          | My Secret Identity            | Student                     | No acreditada Episodio: «Pirate Radio» |
| 1992          | The Kids in the Hall          | Laura Capelli               | Episodio: #3.13                        |
| 1992          | Catwalk                       | Daisy McKenzie              | 4 episodios                            |
| 1994          | I Know My Son is Alive        | Beth                        | Película para televisión               |
| 1994          | The Forget-Me-Not Murders     | Jess Foy                    | Película para televisión               |
| 1994          | Are You Afraid of the Dark?   | Nonnie Walker               | Episodio: «Tale of the Dangerous Soup» |
| 1994          | Kung Fu: The Legend Continues | Trish Collins               | Episodio: «Kundela»                    |
| 1994          | Aventures dans le Grand Nord  | Nepeese                     | Episodio: «Bari»                       |
| 1994-2000     | Party of Five                 | Julia Salinger              | Elenco principal                       |
| 1995          | MADtv                         | Julia Salinger              | Episodio: #1.6                         |
| 1996          | El fantasma de Canterville    | Virginia «Ginny» Otis       | Película para televisión               |
| 1997          | Saturday Night Live           | Presentadora                | Episodio: «Neve Campbell/David Bowie»  |
| 2002          | Last Call                     | Frances Kroll               | Película para televisión               |
| 2005          | Reefer Madness                | Miss Poppy                  | Película para televisión               |
| 2007          | Medium                        | Debra                       | 3 episodios                            |
| 2008          | Burn Up                       | Holly                       | 2 episodios                            |
| 2009          | The Philanthropis             | Olivia Maidstone            | 8 episodios                            |
| 2009          | Sea Wolf                      | Maud Brewster               | Miniserie                              |
| 2009          | The Simpsons                  | Cassandra (voz)             | Episodio: «Rednecks and Broomsticks»   |
| 2012          | Titanic: Blood and Steel      | Joanna                      | 6 episodios                            |
| 2012          | Grey's Anatomy                | Dr. Liz Shepherd            | 2 episodios                            |
| 2013          | An Amish Murder               | Kate Burkholder             | Película para televisión               |
| 2014          | Mad Men                       | Lee Cabot                   | Episodio: «Time Zones»                 |
| 2015          | Welcome to Sweden             | Diane                       | 4 episodios                            |
| 2015          | Manhattan                     | Kitty Oppenheimer           | 2 episodios                            |
| 2016-2017     | House of Cards                | LeAnn Harvey                | Elenco principal (temporadas 4-5)      |
| 2022-presente | The Lincoln Lawyer            | Margaret «Maggie» McPherson | Elenco principal                       |
| 2022          | Avalon                        | Nicole "Nic" Searcy         | Piloto                                 |
| 2023          | Twisted Metal                 | Raven                       | 2 episodios                            |

## Premios y nominaciones
| Año  | Premio                               | Categoría                                                 | Trabajo                  | Resultado |
| ---- | ------------------------------------ | --------------------------------------------------------- | ------------------------ | --------- |
| 1996 | Family Film Awards                   | Mejor actriz - televisión                                 | The Canterville Ghost    | Ganadora  |
| 1997 | Online Film & Television Association | Mejor actriz en una serie dramática                       | Party of Five            | Nominada  |
| 1997 | Online Film & Television Association | Mejor actriz de ciencia ficción/fantasía/terror           | Scream                   | Nominada  |
| 1997 | MTV Movie Awards                     | Mejor interpretación femenina                             | Scream                   | Nominada  |
| 1997 | Fangoria Chainsaw Awards             | Mejor actriz                                              | Scream                   | Ganadora  |
| 1997 | Premios Saturn                       | Mejor actriz                                              | Scream                   | Ganadora  |
| 1998 | Blockbuster Entertainment Awards     | Actriz favorita - terror                                  | Scream 2                 | Ganadora  |
| 1998 | MTV Movie Awards                     | Mejor interpretación femenina                             | Scream 2                 | Ganadora  |
| 1998 | Online Film & Television Association | Mejor actriz de ciencia ficción/fantasía/terror           | Scream 2                 | Nominada  |
| 1998 | Fangoria Chainsaw Awards             | Mejor actriz                                              | Scream 2                 | Nominada  |
| 1998 | Premios Saturn                       | Mejor actriz                                              | Scream 2                 | Nominada  |
| 1999 | Teen Choice Awards                   | Mejor actriz de televisión                                | Party of Five            | Nominada  |
| 1999 | MTV Movie Awards                     | Mejor beso (compartido con Matt Dillon y Denise Richards) | Wild Things              | Nominada  |
| 2000 | MTV Movie Awards                     | Mejor interpretación femenina                             | Scream 3                 | Nominada  |
| 2001 | Blockbuster Entertainment Awards     | Actriz favorita - terror                                  | Scream 3                 | Ganadora  |
| 2003 | Prism Awards                         | Actuación en película para televisión o miniserie         | Last Call                | Ganadora  |
| 2011 | Scream Awards                        | Mejor actriz de terror                                    | Scream 4                 | Nominada  |
| 2012 | Golden Nymph Awards                  | Mejor actriz en una serie dramática                       | Titanic: Blood and Steel | Nominada  |
| 2016 | ACTRA Awards                         | Premio Nacional de Excelencia                             | Ella misma               | Ganadora  |